# 聖孔巴當

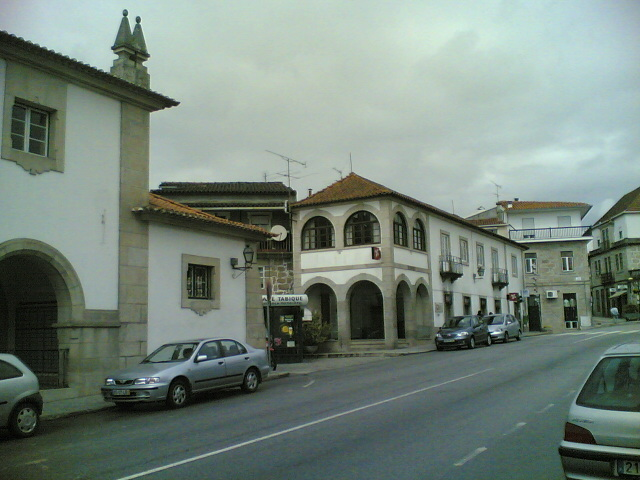

40°24′N 8°7′W / 40.400°N 8.117°W
聖孔巴當（葡萄牙語：Santa Comba Dão），是葡萄牙的城鎮，位於該國中北部，由維塞烏區負責管轄，始建於1102年，面積111.95平方公里，2014年人口11,597，人口密度每平方公里103.59人。